# Groupa
Groupa – szwedzki folkowy zespół muzyczny założony w 1980 roku.

## Historia

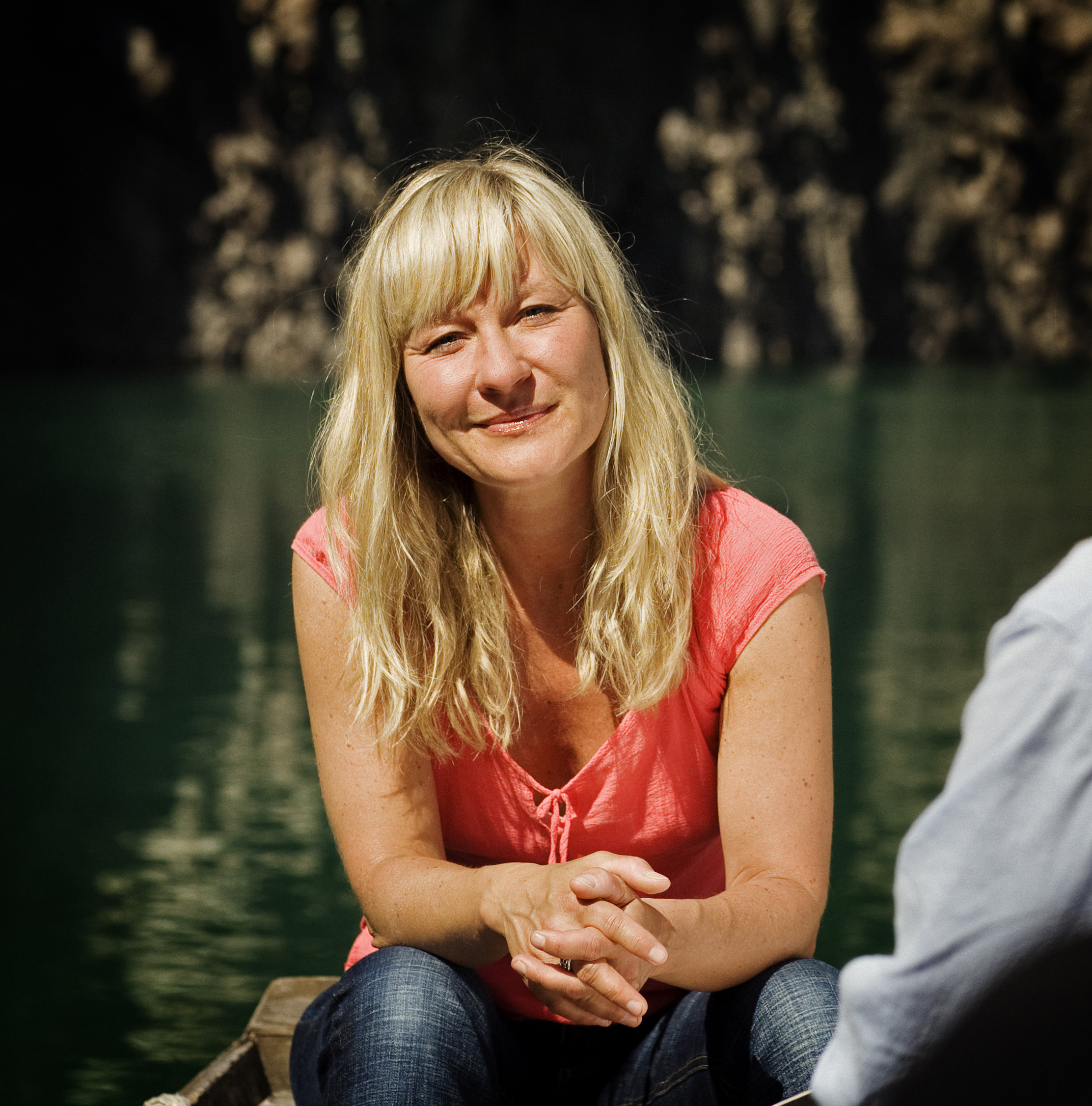
Lena Willemark, wokalistka na płycie Månskratt

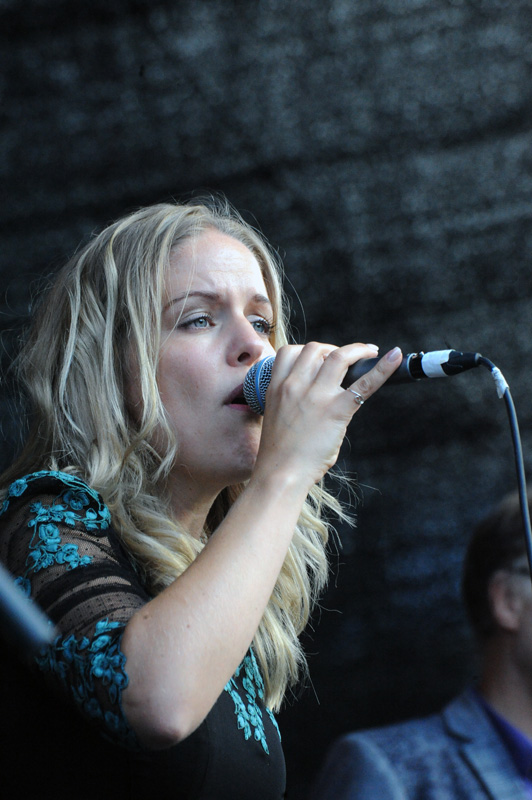
Sofia Karlsson, wokalistka na płycie Lavalek i Fjalar

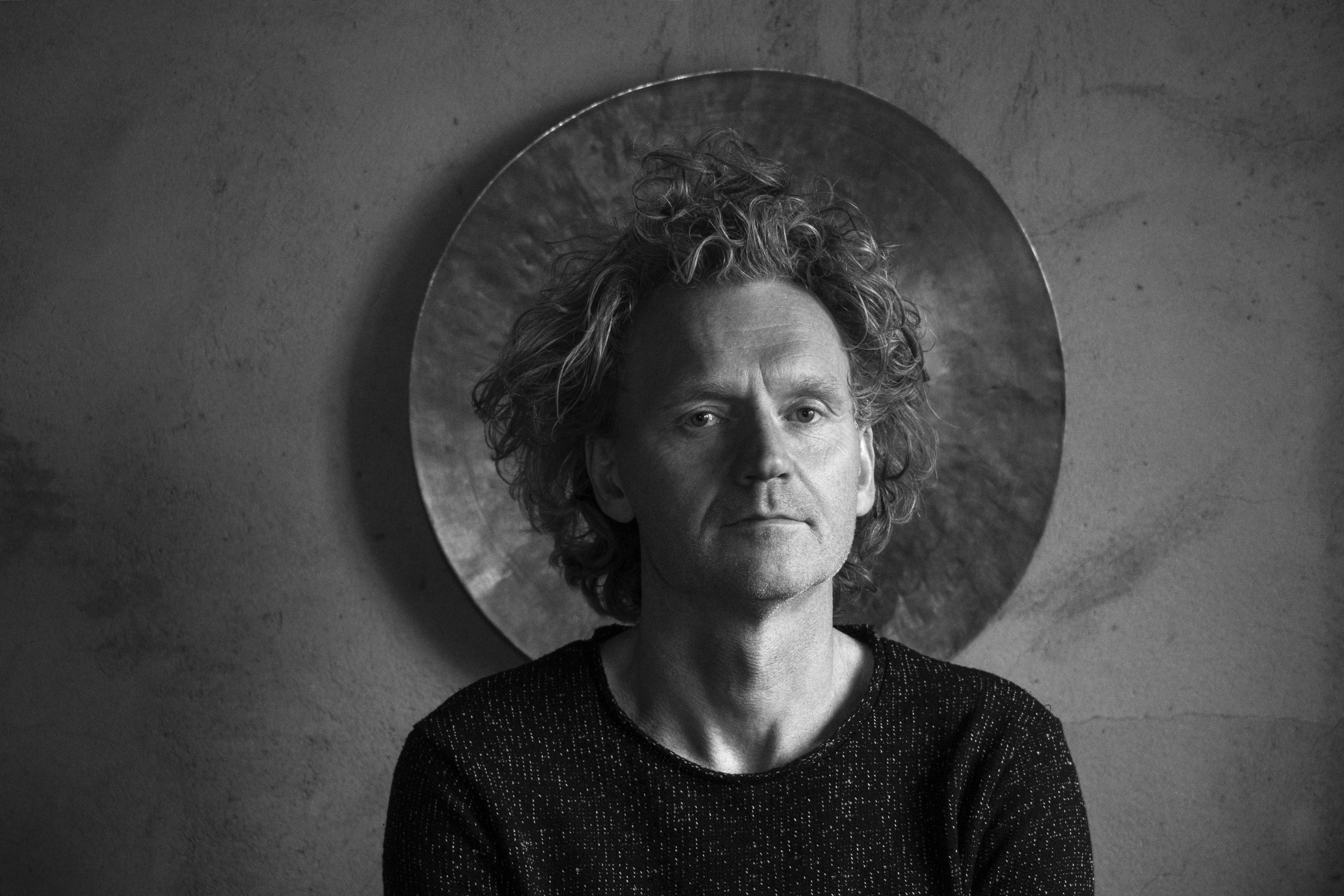
Terje Isungset, perkusista Groupy

Zespół został założony w 1980 roku przez Matsa Edéna. Początkowy skład Groupy to: Mats Edén i Leif Stinnerbom - skrzypce, Inger Stinnerbom - śpiew, Thomas Fabiansson - saksofon i gitara and Bill McChesney - flet prosty oraz klarnet basowy. W 1987 roku Groupa otrzymała nagrodę Volkkunstpreis F V S zu Hamburg. W 1990 roku odbyła się duża, trwająca miesiąc letnia trasa koncertowa zespołu po Szwecji wraz z grupą Filarfolket. Po ukończeniu prac nad albumem Månskratt projekt opuściła wokalistka Lena Willemark oraz Hållbus Totte Mattsson, który założył grupę Hedningarna. Po odejściu Leny Willemark główną wokalistką została grająca także w Groupie na perkusji Tına Johansson, z którą zrealizowano album Imeland. Po realizacji tejże płyty Tına Johansson odeszła z zespołu, a jej miejsce zajęła Sofia Karlsson. Po opuszczeniu projektu przez pianistę Rickarda Åströma, Groupa pozostaje w składzie trzyosobowym: Mats Edén - skrzypce, akordeon, Jonas Simonson - flety, Terje Isungset - perkusja. Zespół otrzymał dwa razy szwedzką nagrodę muzyczną Grammis: w 1991 roku za album Månskratt oraz w 1996 roku za album Imeland. Groupa występowała na licznych festiwalach muzyki folkowej, jak Roskilde Festival.

Zespół wystąpił w Polsce w 2006 roku na XXVIII Festiwalu Muzyki Inspirowanej Folklorem "Dźwięki Północy" w Gdańsku.

## Instrumentarium

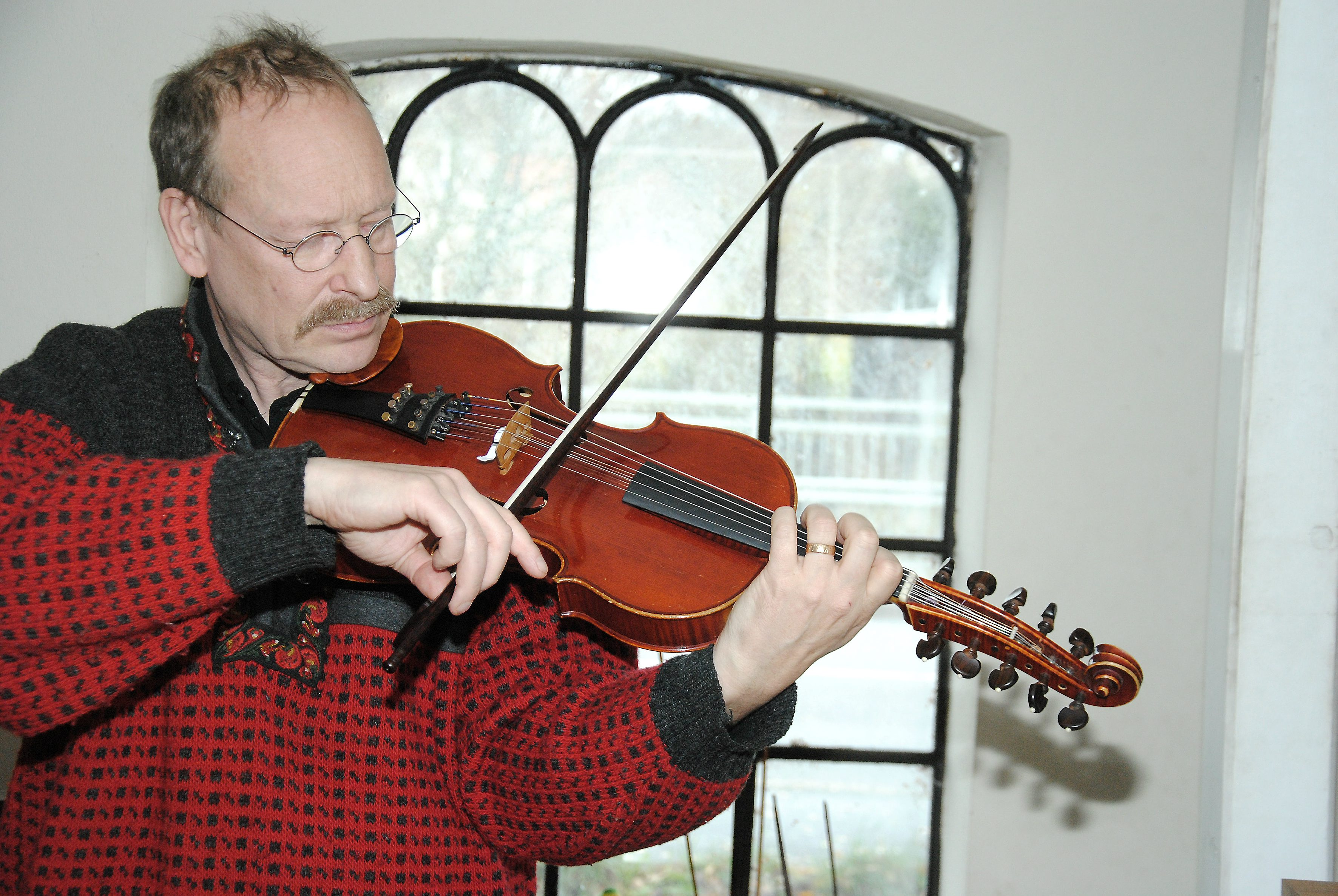
Mats Edén (2015)

Groupa wykonuje muzykę na instrumentach obecnych w kulturze skandynawskiej, jak np. nyckelharpa, ale pojawia się także drumla, flet alikwotowy, viola d'amore, melodeon, dzwonki, jak i wiele innych, a także odgłosy wytwarzane za pomocą drewna czy kamieni.

## Dyskografia

### Albumy studyjne
- Av bara farten  (1983, Amigo AMCD72, LP)
- Vildhonung (1985, Amigo AMCD729, LP)
- Utan Sans (1989, Amigo AMCD721, LP)
- Månskratt (1990, Amigo AMCD725, LP, CD)
- Imeland (1995, Amigo AMCD730, CD)
- Lavalek (1998, Xource XOUCD125, CD)
- Fjalar (2002, Xource XOUCD134, CD)
- Frost (2008, Footprint FRCD040, CD)
- Silent folk (2014, Footprint FRCD074, CD)
- Kind of Folk – Vol. 1 Sweden (2016, All Ice Records All Ice 1613, CD)[7]
- Kind of Folk – Vol. 2 Norway (2018, All Ice Records All Ice 1822, CD)[8]
- Kind of Folk – Vol. 3 Iceland (2020, All Ice Records All Ice 2027, wydanie cyfrowe[9] i CD[10])
- Kind of Folk – Vol. 4 Iberia (2023, CD)[11]

### Kompilacje
- 15 years (1998, Northside  NSD6015)